# Albert Henri Littolff
Albert Henri Littolff (Cornimont, 23 ottobre 1911 – Orël, 16 luglio 1943) è stato un militare francese, asso dell'aviazione nel corso della seconda guerra mondiale con 14 vittorie aeree accertare e quattro probabili ottenute in 218 missioni di guerra. Mort pour la France.

## Biografia
Nacque il 23 ottobre 1911 a Cornimont, nelle Bouches-du-Rhône, secondo degli otto figli di Albert Littolff (ingegnere e direttore di filature e tessiture) e di Joséphine Anastasie Levaudel. Rimasto orfano in tenera età, interruppe gli studi per dedicarsi alla crescita dei fratelli e delle sorelle.
Appassionato di aviazione, ottenne una borsa di studio da pilota per entrare alla scuola Henriot di Chalon-sur-Saône nel 1931. Ottenne il brevetto di pilota militare n° 23.414 presso la scuola di Faillant il 29 luglio 1931. Si arruolò volontario nell'Armée de l'air nel dicembre 1931, venendo nominato caporale ed assegnato al 32° Reggimento d'aviazione di Digione-Longvic nel luglio 1932. Nominato caporale maggiore nel novembre 1932, divenne  sergente nel febbraio 1933.
Pilota esperto, il 1 gennaio 1936 venne assegnato al Groupe de chasse I/7 di stanza sulla base di Digione-Longvic con il grado di sergente maggiore. Il 1 ottobre 1936 fu nominato aiutante, e per le sue eccezionali qualità di pilota, venne destinato all'addestramento di alta acrobazia aerea a Istres nell'ambito della pattuglia acrobatica di Cdt. René Weiser. Con tale pattuglia si esibì in tutta la Francia e in Europa.
Nel febbraio 1939 venne inviato in Tunisia e poi di nuovo a Digione nell'ottobre dello stesso anno, in forza al Groupe de chasse III/7 equipaggiato con i Morane-Saulnier MS.406.
Il 12 maggio 1940 abbatté il suo primo aereo nemico, uno Junkers Ju 88 e si distinse poi durante la battaglia di Francia dove, in qualità di sottufficiale pilota, ottenne sei vittorie omologate. Insignito della Croix de guerre con palma venne citato all'Ordine del giorno dell'Armée de l'air il 28 maggio 1940 e poi il 10 giugno 1940. Le 25 giugno il suo gruppo si trovava sulla base di Tolosa-Francazal, ed appreso dell'armistizio con la Germania nazista, decollò e raggiunse la Gran Bretagna insieme al sottotenente André Feuillerat e al sergente Adonis Moulèmes, ai comandi di tre Dewoitine D.520, atterrando a Portsmouth. Arruolatosi nella  FAFL (n° 30.141) il 1 luglio 1940 fu promosso sottotenente l'11 agosto. In forza alla Escadrille française de chasse n° 1 (EFC 1) partecipò all'attacco contro Dakar  (Senegal).
In ottobre fu assegnato a Douala, e poi in Gabon, dove l'inattività avrebbe abbassato il morale dei piloti. Raggiunto poi l'Egitto venne distaccato presso il No.33 RAF Squadron ad Atene, in Grecia, il 15 marzo 1941 per combattere contro gli italiani. Dopo che il governo di Vichy denunciò la presenza di piloti francesi in Grecia, la Royal Air Force li richiamò prima che potessero entrare in azione rimandandoli in Egitto. Assegnato al Groupe de chasse n° 1 "Alsace" costituito a Ismalia, il 4 aprile 1941, una parte del GC 1 formò una flight, assegnata al No.73 RAF Squadron, impegnato nella regione di Tobruk (Libia) riportò tre vittorie omologate. Messo a disposizione del No. 274 RAF Squadron combatté a Creta il 28 maggio 1941 ottenendo una vittoria confermata su Sfakia. Insignito del titolo di Compagnon de la Libération il 23 giugno 1941.
Alla costituzione del Groupe de chasse Alsace, il 27 agosto 1941, assunse il comando della 2emé escadrille "Mulhouse" equipaggiata con i caccia Hawker Hurricane Mk.1. Nominato capitano il 15 marzo partecipò ad importanti combattimenti in Libia, da metà aprile 1942. 
Nel 1942 si offrì volontario per essere assegnato al Groupe de chasse n° 3 "Normandie" delle Forces aériennes françaises libres nel mese di settembre partì per l'Unione Sovietica, dove arrivò, via Bagdad e Teheran, il 29 novembre 1942 a Ivanovo.
Il 22 marzo 1943, dopo alcuni mesi di addestramento sugli Yakovlev Yak-7 a Ivanovo,  fu mandato al fronte. Partecipò con la sua unità alle battaglie di Spas-Demiansk e Orël, durante le quali abbatté altri quattro aerei nemici.
Il 16 luglio 1943, al comando di una pattuglia di otto aerei da caccia, protesse un formazione di quindici bombardieri sovietici nella regione di Orël durante un attacco da parte di un gran numero di caccia tedeschi.
Durante il combattimento scomparve, abbattuto da un Focke-Wulf Fw 190 sopra Krasnikovo, insieme al suo gregario, Noël Castelain, avendo al suo attivo  duemila ore di volo, duecentodiciotto missioni di guerra e quattordici vittorie aeree confermate più quattro probabili.
Il suo corpo fu ritrovato tra i rottami del suo aereo nel luglio 1960 e rimpatriato in Francia nel settembre dello stesso anno per essere sepolto nel quadrato dei soldati Mort pour la France nel cimitero di Saint-Pierre a Marsiglia.